# Fregata
As fragatas são aves Suliformes, (tradicionalmente classificadas como Pelecaniformes) pertencentes à família Fregatidae e ao seu único género Fregata. 

## Etimologia
O termo Fregata vem da latinização do termo em inglês Frigate, registrado pela primeira vez em 1738 no livro A Natural History of the Birds, por Eleazar Albin. O seu nome comum está relacionado com o seu hábito de assaltar outras aves marinhas, tal como as fragatas de guerra.

## Classificação
Desde sua primeira descrição por Lineu até 2010, aves do gênero Fregata eram classificadas como Pelecaniformes, juntamente com pelicanos e mergulhões. Porém, análises genéticas recentes demonstraram que pelicanos são mais próximos de garças, ibis e colhereiros, separando as fragatas e os membros da família Sulidae (atobás) em uma ordem separada, denominada Suliformes.

## Descrição
As fragatas são aves de grande porte, com asas compridas e estreitas que representam a menor superfície de asa por unidade de peso do mundo das aves. Sua silhueta enquanto voam forma um reconhecível formato de "W". Seus ossos pneumáticos compõem apenas 5% do peso total destas aves. Os músculos peitorais são bem desenvolvidos.  Têm cerca de 1 metro de comprimento, mais de dois de envergadura e uma cauda longa e bifurcada. A sua plumagem é geralmente preta.
As fêmeas tendem a ser 25% maiores que os machos e geralmente possuem marcações brancas na região peitoral. Os machos possuem um papo grande e vermelho denominado saco gular, que é inflado durante cortejos na época de reprodução para atrair fêmeas. 
As fragatas não conseguem andar em terra, nadar nem levantar voo de uma superfície plana pois, apesar de possuírem glândula uropigial, esta não produz óleo suficiente para impedir que as penas da ave encharquem. 

## Espécies
| Nome científico     | Nomes vernáculos                                                           | Distribuição                 | Status de conservação pela IUCN | Macho | Fêmea |
| ------------------- | -------------------------------------------------------------------------- | ---------------------------- | ------------------------------- | ----- | ----- |
| Fregata magnificens | Fragata, fragata-comum, tesourão, fragata-magnífica, rabiforcado-magnífico |                              | Pouco preocupante               |       |       |
| Fregata aquila      | Tesourão-da-ascensão, fragata-da-ascenção                                  |                              | Vulnerável                      |       |       |
| Fregata andrewsi    | Tesourão-de-ventre-branco, rabiforcado-de-natal                            | Endêmica das Ilhas Christmas | Vulnerável                      |       |       |
| Fregata minor       | Tesourão-grande, rabiforcado-grande                                        |                              | Pouco preocupante               |       |       |
| Fregata ariel       | Tesourão-pequeno, fragata-pequena, rabiforcado-pequeno                     |                              | Pouco preocupante               |       |       |

## Status de conservação
Duas das cinco espécies do gênero Fregata (Fregata aquila e Fregata andrewsi) encontram-se ameaçadas de extinção de acordo com a IUCN. As principais ameaças às espécies são a poeira gerada pela mineração de fosfato nas ilhas em que elas se reproduzem, populações de gatos ferais e a pesca predatória.